# Into the Night (série de televisão)
Into the Night (Brasil: Noite Adentro) é uma série de televisão belga de ficção científica pós-apocalíptica criada por Jason George, inspirado no romance polonês de ficção científica de 2015, Starość aksolotla, de Jacek Dukaj. A série estreou na Netflix em 1º de maio de 2020. Ela é considerada a primeira série belga da Netflix. No dia 1 de julho de 2020, a Netflix renovou a série para uma segunda temporada. A segunda temporada estreou em 8 de setembro de 2021, enquanto um spin-off turco ambientado em um submarino, Yakamoz S-245, foi lançado em 20 de abril de 2022.

## Premissa
A primeira temporada segue um grupo de pessoas cujo avião é sequestrado enquanto eles estavam a bordo de um voo noturno de Bruxelas. Terenzio (Cassetti), o sequestrador, era um soldado italiano da OTAN. Ele força seu caminho para a aeronave comercial e exige uma decolagem antecipada. O punhado de pessoas na aeronave se tornou alguns dos sobreviventes de um evento global mortal que resulta da exposição à luz solar. O avião segue para oeste na tentativa de sobreviver a esta catástrofe que mata todos os organismos vivos durante o dia. O grupo – liderado por Mathieu (Capelluto), o piloto, e Sylvie (Pauline Etienne), uma passageira – deve trabalhar juntos para manter o Sol atrás deles. O grupo deve lidar com a escassez de combustível, alimentos irradiados, agendas ocultas e outros problemas em uma corrida para chegar a um bunker militar subterrâneo.
Na segunda temporada, os sobreviventes restantes garantem seu caminho para um bunker da OTAN, onde buscam refúgio dos raios mortais do Sol. Continuando sua busca pela sobrevivência com os militares no bunker, eles tentam administrar um conflito crescente e encontrar uma solução para o suprimento reduzido de recursos.

## Elenco

### Principal
- Pauline Etienne como Sylvie Bridgette Dubois, uma ex-piloto de helicóptero militar.
- Laurent Capelluto como Mathieu Daniel Douek, um copiloto.
- Stéfano Cassetti como Terenzio Matteo Gallo, um oficial italiano da OTAN. (1ª temporada; 2ª temporada convidado)
- Mehmet Kurtulus como Ayaz Kobanbay, um turco misterioso.
- Babetida Sadjo como Laura Djalo, uma enfermeira de cuidados domiciliares.
- Jan Bijvoet como Richard "Rik" Mertens, um guarda de segurança. (1ª–2ª temporada)
- Ksawery Szlenkier como Jakub Kieslowski, um mecânico.
- Vincent Londez como Horst Baudin, um cientista climático.
- Regina Bikkinina como Zara Oblonskaya, uma mãe russa que tem um filho doente, Dominik. (1ª–2ª temporada)
- Alba Gaïa Bellugi como Ines Mélanie Ricci, uma influenciadora digital e celebridade da internet.
- Nabil Mallat como Osman Azizi, um faxineiro de aeroporto marroquino.
- Nicolas Alechine como Dominik, o filho doente de Zara. (1ª–2ª temporada)
- Astrid Whettnall como Gabrielle Renoir, uma aeromoça. (1ª temporada)
- Émilie Caen como Thea Bessit (2ª temporada)
- Dennis Mojen como Cpt. Markus Müller (2ª temporada)

### Outros
- Borys Szyc como soldado polonês (1ª–2ª temporada convidado)
- James McElvar como Freddie D. Green, um soldado britânico. (1ª temporada recorrente)
- Edwin Thomas como Roger Waters, um soldado britânico. (1ª temporada recorrente)
- Robbie Nock como John Morris, um soldado britânico. (1ª temporada recorrente)
- Mihail Mutafov como Sr. Volkov, um paciente com demência aos cuidados de Laura. (1ª temporada recorrente)
- Laura Sépul como Chlóe (1ª temporada recorrente)
- Yassine Fadel como Nabil (1ª temporada recorrente)
- Kıvanç Tatlıtuğ como Arman, um pesquisador turco, o protagonista do spin-off. (2ª temporada recorrente)

## Episódios
| Temporada | Temporada | Episódios | Episódios | Originalmente lançado |
| --------- | --------- | --------- | --------- | --------------------- |
|           | 1         | 6         | 6         | 1 de maio de 2020     |
|           | 2         | 6         | 6         | 8 de setembro de 2021 |

### 1.ª Temporada (2020)
| N.º na série | N.º na temp. | Título     | Dirigido por               | Escrito por  | Lançamento        |
| --- | ------------ | ---------- | -------------------------- | ------------ | ----------------- |
| 1 | 1            | "Sylvie"   | Inti Calfat & Dirk Verheye | Jason George | 1 de maio de 2020 |
| Os passageiros se reúnem no aeroporto de Bruxelas para um voo noturno com destino a Moscou. As televisões no aeroporto começam a mostrar pessoas desmaiadas no meio de suas transmissões. Um frenético oficial da Otan (Terenzio) pega um rifle e entra no avião, que acaba de começar a embarcar. Ele exige que o copiloto (Mathieu) decole rumo ao oeste imediatamente, atirando em sua mão e danificando o rádio. Com o capitão e uma comissária ainda no aeroporto, Sylvie, uma ex-piloto de helicóptero militar, se oferece para ajudar e decola em direção à Islândia. Terenzio explica que a luz do dia está matando todos os seres vivos enquanto se move ao redor da terra. Laura, trabalhadora em uma casa de repouso, cuida da ferida de Mathieu. Um passageiro parece adoecer quando Ayaz desarma Terenzio. O avião fecha no Aeroporto Internacional de Keflavík, mas o encontra no caos e Mathieu decide voltar e pousar em RAF Kinloss, Escócia. Ao pousar na base, aparentemente deserta, os telefones dos passageiros mostram notícias que validam as afirmações de Terenzio. Três militares da RAF se dirigem até o avião. |              |            |                            |              |                   |
| 2 | 2            | "Jakub"    | Inti Calfat & Dirk Verheye | Jason George | 1 de maio de 2020 |
| Um flashback mostra Jakub, um engenheiro, em casa com sua esposa. O aflito passageiro morre enquanto os soldados avisam que eles devem voar para o oeste e seguir a noite. Uma mãe, Zara, expressa descrença na situação e deve ser forçada a embarcar no avião com o filho Dominik (aguardando uma operação em Moscou por fibrose cística) antes da decolagem para o Canadá. Sylvie revela a Jakub que ela pretendia cometer suicídio após este voo devido à morte de seu namorado e o estimula. O acesso à Internet é restaurado no avião. Horst levanta a hipótese de que houve uma explosão de raios gama altamente ionizantes do Sol, que encontrou argumentos religiosos de Rik. Ayaz descobre que os soldados britânicos enfrentam corte marcial por estupro e assassinato e alerta Sylvie. Ao desembarcar no Canadá, Mathieu envia os soldados à cidade para procurar um rádio substituto, e eles insistem que Jakub e a comissária de bordo, Gabrielle, os acompanhem. Jakub tenta trancar os soldados em um depósito e retornar ao avião com Gabrielle, mas ela acaba ficando presa enquanto os soldados escapam em sua perseguição. O avião decola com Jakub a bordo enquanto os soldados o perseguem pela pista, atirando e quebrando uma janela.                    |              |            |                            |              |                   |
| 3 | 3            | "Mathieu"  | Inti Calfat & Dirk Verheye | Jason George | 1 de maio de 2020 |
| Em um flashback, Mathieu mostra ser infiel à esposa. Terenzio exige que Mathieu pare de tomar decisões unilaterais, enquanto outros defendem o capitão. Um piloto americano fala no rádio sobre um porto seguro no Havaí. Rik se junta às chamadas por democracia a bordo. Avarias eletrônicas levam Mathieu a suspeitar que um dos soldados está guardado no trêm de pouso. Em resposta, ele se move para uma altitude mais alta, mas deve descer novamente após a janela danificada explodir. Ayaz, Terenzio e Jakub descem em direção ao trem de pouso e Ayaz salva Terenzio, matando o soldado. Laura convence Mathieu a voar abaixo do ideal para o benefício de Dominik. Osman, um funcionário da companhia aérea, revela que Ayaz cortou um saco de pedras preciosas do estômago do primeiro passageiro falecido enquanto ele era enterrado. Ele admite que pagou ao homem para contrabandear as pedras. Os passageiros discutem a culpa de Ayaz pela morte e ele é algemado no compartimento dos aviônicos. |              |            |                            |              |                   |
| 4 | 4            | "Ayaz"     | Inti Calfat & Dirk Verheye | Jason George | 1 de maio de 2020 |
| Em um flashback, Ayaz espanca brutalmente um homem que ameaça processá-lo pela conduta de uma de suas prostitutas. Ao pousar no Alasca, o grupo realiza um julgamento improvisado de Ayaz, que Terenzio o defendeu, e decide que ele pode permanecer como passageiro no voo de volta a Bruxelas, depois que Terenzio revela a existência de rumores de um abrigo da OTAN. Horst sugere que a radiação do Sol tornou os alimentos frescos nutricionalmente inúteis. Mathieu confessa a Sylvie um caso com a aeromoça deixada para trás em Bruxelas. Mathieu parece sofrer um colapso e é retirado da cabine para descansar. Uma transmissão enigmática de um cosmonauta russo é ouvida no rádio. Ines descobre que o porto seguro do Havaí nunca foi concluído e não é uma opção viável de sobrevivência. Mathieu desmaia no banheiro e Laura conclui que seu ferimento ficou séptico, expressando uma necessidade urgente de amputar o tecido infectado. Sylvie pousa o avião em Bruxelas com apenas a instrução de um vídeo do YouTube. Horst levanta a hipótese de que a radiação também tornou o combustível de aviação com o qual eles reabasteceram no Alasca, e provavelmente qualquer combustível de aviação futuro que encontrarem, em grande parte inutilizável.        |              |            |                            |              |                   |
| 5 | 5            | "Rik"      | Inti Calfat & Dirk Verheye | Jason George | 1 de maio de 2020 |
| Um flashback mostra Rik conversando com uma artista russa de golpes de namoro online com uma ingenuidade alegre. Jakub e Osman localizam combustível não afetado por algumas centenas de milhas de voo e reabastecem os tanques da aeronave. Laura, Horst e Zara levam Mathieu e Dominik para um hospital próximo para operar o capitão e coletar suprimentos médicos. Laura amputa com sucesso o tecido infectado de Mathieu. Dominik se assusta com um animal que sobreviveu ao desastre. Enquanto isso, Terenzio, Ayaz e Rik entram na sede da OTAN para encontrar mais informações sobre o abrigo. Enquanto Rik descobre as coordenadas aproximadas de um bunker sob uma represa na Bulgária, revisando os registros do CCTV, Terenzio e Ayaz brigam na sala de conferências após Ayaz ser insultado por Terenzio. Terenzio deixa Ayaz para morrer, que foi visto por Rik, alegando aos outros que Ayaz decidiu fazer o seu próprio caminho de volta ao avião. Sylvie visita sua casa, onde pretende morrer ao lado das cinzas de seu namorado, mas é persuadida a retornar por Jakub depois de se beijarem confusos. Enquanto o avião se prepara para decolar para a Bulgária, Ayaz, gravemente ferido, entra na pista.                                                     |              |            |                            |              |                   |
| 6 | 6            | "Terenzio" | Inti Calfat & Dirk Verheye | Jason George | 1 de maio de 2020 |
| Terenzio acorda algemado na baia dos aviônicos, onde foi banido pelos passageiros. Rik se reconcilia com Ayaz por deixá-lo na sede da OTAN. Os passageiros discutem a pressão de tempo que enfrentarão ao pousar na Bulgária e decidem levar Terenzio com eles. Ao pousar, eles correm para o bunker em dois jipes. O primeiro grupo chega ao complexo e descobre que o portão deve estar aberto para o segundo jipe. Terenzio se oferece para ficar para trás em busca de redenção, enquanto os outros procuram o bunker. Sylvie o algema aos controles do portão para garantir que sua palavra seja cumprida, com a intenção de que ele seja libertado pelo segundo grupo quando eles passarem. Ayaz, sofrendo um ferimento na cabeça na luta com Terenzio, bate com o jipe e o grupo segue a pé. Eles pegam o caminho errado e chegam a um portão diferente. O primeiro grupo encontra a entrada do bunker e a quebra, descendo o túnel interno enquanto Sylvie espera os outros, que chegam em breve. Incapaz de se livrar das algemas, Terenzio observa o Sol nascer e sucumbir aos seus raios. O segundo grupo encontra Sylvie e entram no bunker juntos. Eles são recebidos pelo comandante, que diz a Sylvie que o problema do Sol pode ser resolvido com a ajuda deles. |              |            |                            |              |                   |

### 2.ª Temporada (2021)
| N.º na série | N.º na temp. | Título  | Dirigido por      | Escrito por  | Lançamento            |
| --- | ------------ | ------- | ----------------- | ------------ | --------------------- |
| 7 | 1            | "Zara"  | Nabil Ben Yadir   | Jason George | 8 de setembro de 2021 |
| No novo assentamento, os sobreviventes se adaptam às suas vidas no bunker e se comunicam com outros sobreviventes sobre como impedir o Sol. Um incêndio causado por Ines e um dos soldados, Heremans, destrói a maior parte do suprimento de alimentos, então Sylvie, Jakub, Mathieu, Ayaz, Osman e um dos oficiais da OTAN são encarregados de voar para o Svalbard Global Seed Vault, mas depois que Sylvie pega as chaves erradas do jipe, o plano é adiado. O Coronel Lom suspeita que Sylvie está escondendo algo. Enquanto Dominik está perseguindo um rato para um experimento, Zara o impede e os dois ficam acidentalmente presos na sala do gerador no processo. Sylvie e Jakub refazem o plano e vão buscar um maçarico no avião para abrir a porta da sala do gerador, mas veem o avião já dizimado por um míssil. Em um flashback, Zara, então uma garçonete, encontra seu amante casado em um restaurante e diz a ele que seu filho, Dominik, precisa de uma cirurgia cara. Ele promete vir à noite, no entanto, sua esposa vai até a porta dela para dizer a eles que ela e Dominik não receberão nenhum dinheiro de sua família. |              |         |                   |              |                       |
| 8 | 2            | "Laura" | Nabil Ben Yadir   | Jason George | 8 de setembro de 2021 |
| O gerador desligado eleva as temperaturas e os ânimos, desencadeando um impasse. O coronel encontra uma prova incriminadora na base aérea. |              |         |                   |              |                       |
| 9 | 3            | "Ines"  | Camille Delamarre | Jason George | 8 de setembro de 2021 |
| Após uma série de eventos angustiantes, Thea e Mathieu lideram a busca por um novo avião. Os oficiais planejam uma vingança contra Sylvie. |              |         |                   |              |                       |
| 10 | 4            | "Gia"   | Nabil Ben Yadir   | Jason George | 8 de setembro de 2021 |
| No abrigo, o julgamento acaba substituído por esquemas mais distorcidos. O grupo em busca de sementes encontra uma mulher que parece desorientada. |              |         |                   |              |                       |
| 11 | 5            | "Théa"  | Camille Delamarre | Jason George | 8 de setembro de 2021 |
| Thea e a equipe tentam atrair Gia até o avião. Ines procura um caminho de volta para o abrigo, e Rik faz uma confidência ao embaixador. |              |         |                   |              |                       |
| 12 | 6            | "Asil"  | Camille Delamarre | Jason George | 8 de setembro de 2021 |
| A situação crítica a bordo do avião ameaça deixar a equipe presa para sempre. Temendo por suas vidas, Sylvie e os outros planejam fugir do abrigo. |              |         |                   |              |                       |

## Produção

### Desenvolvimento
Em 3 de setembro de 2019, foi anunciado que a Netflix havia dado à produção um pedido de série para uma primeira temporada de 6 episódios. A série é criada por Jason George, que também é creditado como produtor executivo da série ao lado de D.J. Talbot, Tomek Baginski e Jacek Dukaj. As empresas de produção envolvidas com a série foram programadas para consistir em Entre chien et loup. Em 1 de julho de 2020, a série foi renovada pela Netflix para uma segunda temporada, que estreou em 8 de setembro de 2021.

### Escolha do elenco
Em 30 de setembro de 2019, foi confirmado que Mehmet Kurtuluş, Astrid Whettnall, Pauline Etienne, Bebetida Sadjo, Laurent Capelluto, Alba Bellugi, Nabil Mallat, Regina Bikkinina, Vincent Londez, Jan Bijvoet, Stefano Cassetti, Ksawery Szlenkier, Yassine Fadel, Laura Sepul e Nicolas Aleshine foram escalados para o elenco da série.

## Lançamento

### Pré-estreia
Em 24 de abril de 2020, a Netflix lançou o trailer oficial da série.

### Estreia
A série foi lançada mundialmente em 5 de maio de 2020. A segunda temporada foi lançada em 8 de setembro de 2021.

## Spin-off
Em outubro de 2020, a Netflix anunciou sua próxima lista turca para incluir uma minissérie ambientada em um submarino, que foi lançada em 20 de abril de 2022. Foi descrita como uma "história de aventura e ação em ritmo acelerado", estrelada por Kıvanç Tatlıtuğ, dirigida por Tolga Karaçelik e escrita por Atasay Koç, Cansu Çoban, Sami Berat Marçali e Jason George. Antes do lançamento da série, Tatlıtuğ apareceu como Arman em um episódio da segunda temporada de Into the Night, revelando que a série em desenvolvimento é um spin-off de Into the Night, tendo seus acontecimentos definidos simultaneamente com as duas primeiras temporadas e intitulado Yakamoz S-245.

## Recepção

### Resposta da crítica
O site agregador de resenhas, Rotten Tomatoes, relatou um índice de aprovação de 88% para a primeira temporada, com uma classificação média de 8,7/10, com base em 18 avaliações.